# Unión Nacional de Ciudadanos Éticos
Die Unión Nacional de Ciudadanos Éticos (Abkürzung UNACE, deutsch Nationale Union der Ethischen Bürger) ist eine nationalistische politische Partei in Paraguay.
Der General und Colorado-Politiker Lino Oviedo hatte innerhalb dieser Partei eine Bewegung mit dem Namen Unión Nacional de Colorados Éticos geführt. Diese spaltete sich dann ab, und am 20. März 2002 wurde die UNACE als eigene Partei im Exil in Foz do Iguaçu, Brasilien, gegründet.

## Wahlen
Die UNACE erhielt bei den nationalen Wahlen im Jahre 2003 7 Sitze im Senat sowie 10 Sitze im Abgeordnetenhaus. Der Präsidentschaftskandidat, Guillermo Sánchez Guffanti, erhielt 13,5 % der Stimmen.
Bei den Präsidentschaftswahlen 2008 erhielt der Präsidentschaftskandidat der UNACE, Lino Oviedo, nur 22 % der Stimmen.
Die UNACE hat 310.610 Mitglieder (Stand Oktober 2007).
Bei den Wahlen 2018 erreichte die Partei keine Sitze im Parlament, stellt aber einen Senator aus dem Departamento Presidente Hayes.